# 丁建东
丁建东（1965年—），复旦大学高分子科学系教授，主要从事生物医用高分子材料，在组织修复材料技术、药物缓释载体材料技术等方面的研究工作。入选中华人民共和国教育部2009年度"长江学者"特聘教授。